# 陆乂
陆乂（?—?），字旦，陆子彰之孙，北齐吏部郎中陆卬之子。
陆乂袭爵始平侯。陆乂聪敏博学，有文才，十九岁时举司州秀才。历任秘书郎、南阳王文学、通直散骑侍郎，待诏文林馆，兼散骑侍郎。迎接南陈使者，回朝後，兼中书舍人，加通直散骑常侍。陆乂对《诗经》、《书经》、《易经》、《礼》、《春秋经》等五经最精熟，文林馆中称陆乂为“石经”。石经，古代将儒家经典刻在石头上，作为样板以供学人校改、订漏。并为之做俗语说：“五经无对有陆乂”。